# イオン三田ウッディタウン店
イオン三田ウッディタウン店（イオンさんだウッディタウンてん）は、兵庫県三田市にある大型商業施設（ショッピングセンター）である。

## 概要
ニュータウン「ウッディタウン」内、ウッディタウン中央駅の南東に位置する。別名として、センチュリーRIVAの名称も使用するものの、大規模小売店舗立地法における届出上の名称は「イオン三田ウッディタウン店」である。
施設は二つの建物から構成されており、それぞれ1番街、2番街という。1番街は地上6階建てで、イオンの総合スーパー（GMS）やフードコート、専門店が入居する。2番街は地上3階建てで、レストランやイオンシネマが入居する。館内にはストリートピアノも設置されている。

駐車場は無料だが、有料だった時期も存在する。その名残で精算機が設置されている。

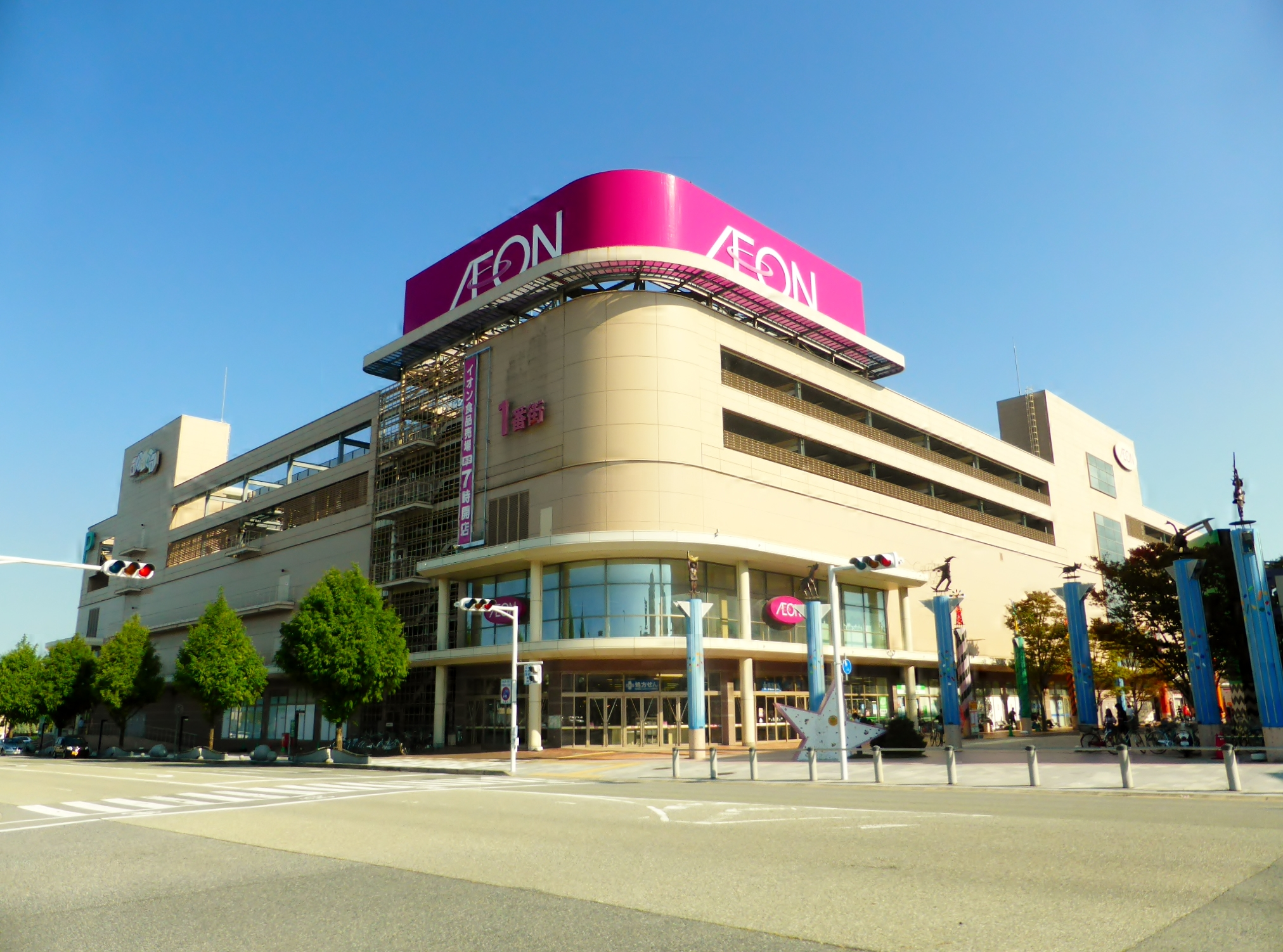
1番街
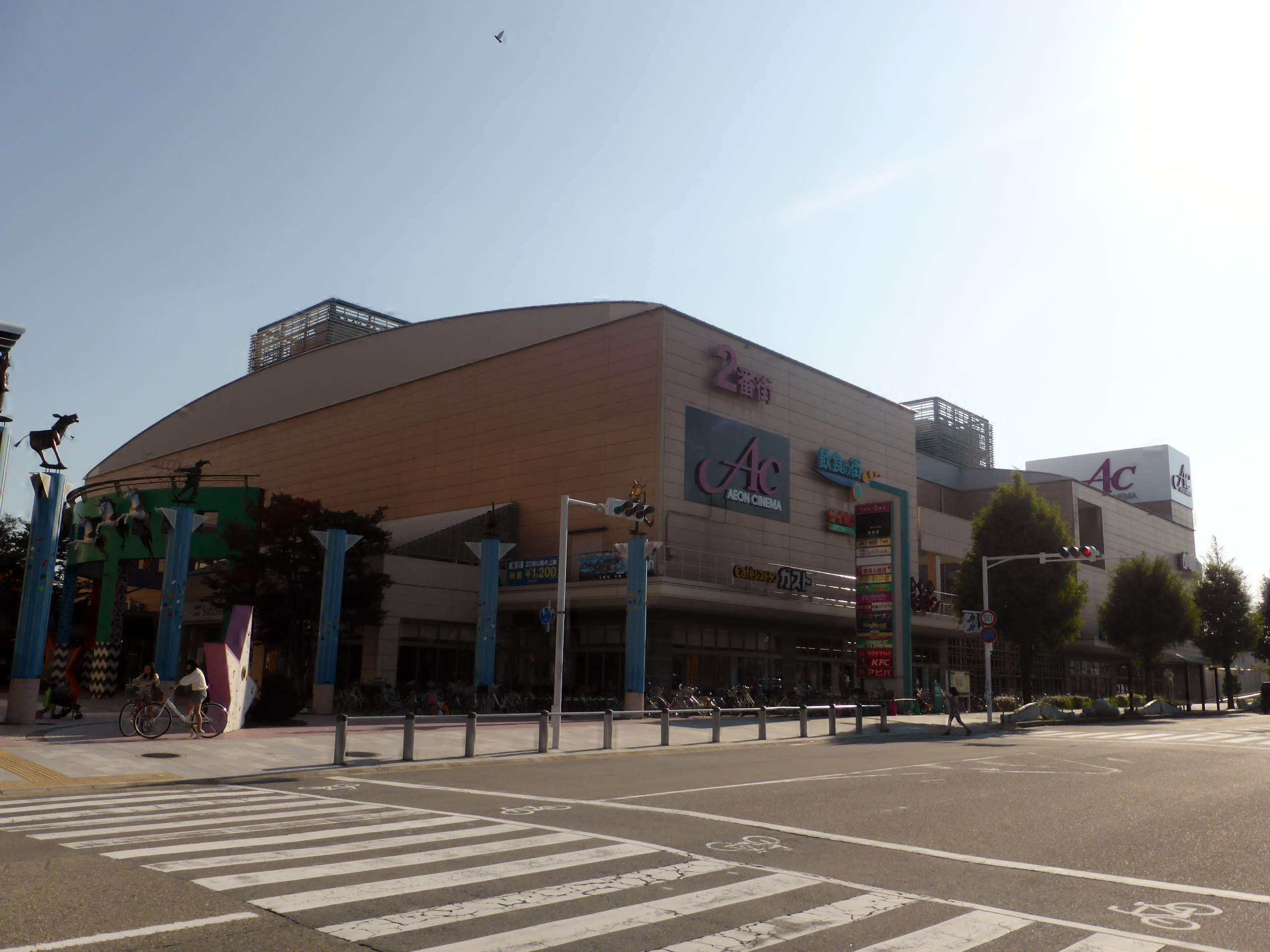
2番街

## 沿革
- 2000年（平成12年）11月1日 - 三田ウッディタウンサティとして開業[8]。
- 2011年（平成23年）3月1日 - サティのブランド廃止に伴い[9]、三田ウッディタウンサティからイオン三田ウッディタウン店に改称。
- 2016年（平成28年）12月23日 - ニトリが開店[10]。
- 2021年（令和3年）
  - 4月16日 - エディオンが当施設に移転開業する[11][12]。
  - 11月21日 - ニトリが移転のため閉店[13]。

## 主なテナント

### 1番街
- 未来屋書店
- エディオン
- ワッツ

#### フードコート
- マクドナルド
- ケンタッキーフライドチキン
- 丸亀製麺
- ミスタードーナツ

### 2番街
- イオンシネマ
- ガスト
- バーミヤン
- サイゼリヤ

### かつて存在したテナント

#### 1番街
- ニトリ - すずかけ台に移転[13]。
- サーティワン

#### 2番街
- ポムの樹
- スガキヤ
- ホリーズカフェ

## フロア構成
| 階   | 1番街                    | 歩行者専用通路 | 2番街        | 立体駐車場 |
| ---- | ------------------------ | -------------- | ------------ | ---------- |
| 屋上 | 屋上駐車場               |                |              |            |
| 5階  | 屋内駐車場               |                |              |            |
| 4階  | 屋内駐車場               |                |              |            |
| 3階  | キッズ用品・文具         | 不明           |              |            |
| 2階  | 衣料品・履物             | イオンシネマ   | 屋上駐車場   |            |
| 1階  | 食料品売場・フードコート | 歩行者専用通路 | レストラン街 | 1階駐車場  |

## 周辺
施設周辺には、けやきプラザやセンチュリープラザ、センチュリーガーデンフレスポなど、複数のショッピングセンターが集積している。